# نشانه گری ترنر
نشانه گری ترنر (انگلیسی: Grey Turner's sign) بیانگر کبودی پهلو، قسمت بین دندهٔ آخر و کفل است. این کبودشدگی، به رنگ آبی کمرنگ دیده می‌شود، و نشانی از خونریزی خلف صفاقی یا خونریزی پشت صفاق، مرز حفرهٔ شکمی است. نشان گری ترنر، پس ۲۴–۴۸ ساعت از آسیب دیدگی نمایان می‌شود، و می‌تواند حاکی از آسیب دیدگی شدید پانکراتیت حاد باشد.